# Charlotte Dematons
Charlotte Maria Delphine (Charlotte) Dematons (Évreux, 21 september 1957) is een Nederlands kinderboekenillustratrice.
Opgegroeid in Frankrijk (met een Franse vader en een Nederlandse moeder) kwam ze na de middelbare school naar Nederland. Na het afstuderen aan de Rietveld Academie in 1982 werd zij benaderd door Uitgeverij Lemniscaat, waarna al spoedig haar eerste eigen prentenboek, getiteld Dido, verscheen. Sindsdien volgden naar schatting 150 titels, waaraan zij (mee)werkte. Dematons heeft meerdere prijzen gewonnen, waaronder een Gouden Penseel in 2008, voor haar (tekstloze) prentenboek Sinterklaas. In 2006 ontving zij al een Zilveren Penseel voor de illustraties bij de uitgave van de sprookjes van Grimm (dit boek ontving ook de Zilveren Griffel).
De tekeningen van Dematons kenmerken zich door de details, die vaak een verhaaltje op zichzelf vertellen. Dit is heel duidelijk in het genoemde Sinterklaas, maar ook in Fiets en het – eveneens bekroonde – De gele ballon. Een ander belangrijk kenmerk van haar illustraties is de sprookjesachtige sfeer, die zij schept door haar realistische observaties te combineren met prachtig kleurgebruik en kleine grapjes. Haar tekstloze prentenboek Alfabet (2020) heeft weken in de top 10 van de Bestseller 60 gestaan.
Dematons verzorgde voor verschillende wereldklassiekers de illustraties. In 2005 verscheen Grimm, in 2016 een bewerking van Hector Malots klassieker Alleen op de wereld (bewerking Tiny Fisscher) en in 2021 Black Beauty van Anna Sewell in een bewerking van Natasza Tardio.

## Werken (selectie)
- Dido (1985)
- Waar is Assepoester? (1996)
- Ga je mee? (2000)
- Tobber (2002)
- De gele ballon (2003)
- Sinterklaas (2007); vernieuwde uitgave (2023)
- Fiets (2008)
- Nederland (2012)
- Holland op z'n mooist (2015)
- Alfabet (2020)
- Een wandeling door impressionistisch Parijs (2025)

## Bestseller 60
| Boeken met noteringen in de Nederlandse Bestseller 60 | Jaar van verschijnen | Datum van binnenkomst | Hoogste positie | Aantal weken | Opmerkingen                     |
| ----------------------------------------------------- | -------------------- | --------------------- | --------------- | ------------ | ------------------------------- |
| Fiets                                                 | 2008                 | 08-10-2008            | 2               | 5            |                                 |
| Sinterklaas                                           | 2007                 | 17-10-2007            | 8               | 46           |                                 |
| Nederland                                             | 2012                 | 19-09-2012            | 4               | 27           |                                 |
| De gele ballon                                        | 2003                 | 10-10-2012            | 9               | 9            |                                 |
| Alfabet                                               | 2020                 | 10-06-2020            | 1(1wk)          | 47           |                                 |
| Nederland Maxi                                        | 2014                 | 12-08-2020            | 12              | 5            |                                 |
| Groot Biegel sprookjesboek                            | 2021                 | 28-04-2021            | 2               | 6            | in samenwerking met Paul Biegel |
| Sinterklaas                                           | 2023                 | 25-10-2023            | 1(4wk)          | 9            | vernieuwde uitgave              |
| Een wandeling door impressionistisch Parijs           | 2025                 | 05-03-2025            | 52              | 1            |                                 |

## Erkenning
- 2001 - Pluim van de maand voor Ga je mee?
- 2001 - Prijs van de kinderjury op de Biennial of Illustrations Bratislava voor Ga je mee?[3]
- 2004 - Kinderboekwinkelprijs voor De gele ballon
- 2004 - Pluim van de maand voor De gele ballon
- 2006 - Zilveren Penseel voor Grimm
- 2008 - Gouden Penseel voor Sinterklaas
- 2013 - Zilveren Penseel voor Nederland
- 2013 - Glazen Globe voor Nederland
- 2020 - Sardes-Leespluim voor Alfabet
- 2021 - nominatie Woutertje Pieterse Prijs voor Alfabet
- 2022 - Kinderboekwinkelprijs voor Alfabet
- 2023 - Platina Boek als eerste kinderboek, voor 150.000 verkochte exemplaren van Alfabet

- Biblioteca Nacional de España: XX904294
- Bibliothèque nationale de France: cb127009709 (data)
- Digitale Bibliotheek voor de Nederlandse Letteren: dema006
- Gemeinsame Normdatei: 123564123
- International Standard Name Identifier: 0000 0000 3096 6616
- Library of Congress Control Number: n96018146
- Nationale Bibliotheek van Tsjechië: js20140106001
- Nederlandse Thesaurus van Auteursnamen: 069397937
- RKD-Nederlands Instituut voor Kunstgeschiedenis: 266727
- Système universitaire de documentation: 05342526X
- Union List of Artist Names: 500593300
- Virtual International Authority File: 34581573
- WorldCat: E39PBJppw9V9JcJ3hgtpJcJv73